# Matisia sanblasensis
Matisia sanblasensis är en malvaväxtart som först beskrevs av André Georges Marie Walter Albert Robyns, och fick sitt nu gällande namn av Cuatrecasas. Matisia sanblasensis ingår i släktet Matisia och familjen malvaväxter. Inga underarter finns listade i Catalogue of Life.